# Чрни Поток при Драги
Чрни Поток при Драги (словен. Črni Potok pri Dragi) је насељено место у општини Лошки Поток, Југоисточна Словенија, Словенија.

## Историја
До територијалне реорганизације у Словенији био је у саставу старе општине Кочевје.

## Становништво
У попису становништва из 2011. године, Чрни Поток при Драги је имао 27 становника.
| Број становника према пописима | Број становника према пописима | Број становника према пописима |
| ------------------------------ | ------------------------------ | ------------------------------ |
| 1991                           | 2002                           | 2011                           |
| 27                             | 28                             | 27                             |

Напомена: До 1953. исказивано под именом Чрни Поток.